# Skavkulla och Skillingenäs
Skavkulla och Skillingenäs – miejscowość (tätort) w Szwecji, w regionie administracyjnym (län) Blekinge, w gminie Karlskrona.
Według danych Szwedzkiego Urzędu Statystycznego liczba ludności wyniosła: 784 (31 grudnia 2015), 881 (31 grudnia 2018) i 887 (31 grudnia 2019).